# Guarda-si-venes
Guarda-si-venes es una entidad de población española del municipio de Guisona, perteneciente a la provincia de Lérida, en la comunidad autónoma de Cataluña. En 2022, la entidad singular de población tenía empadronados 47 habitantes y el núcleo de población, 45.

## Toponimia
El lugar puede aparecer referido con las grafías «Guarda-si-venes» y «Guardasivenes».